# هالوجين زائف

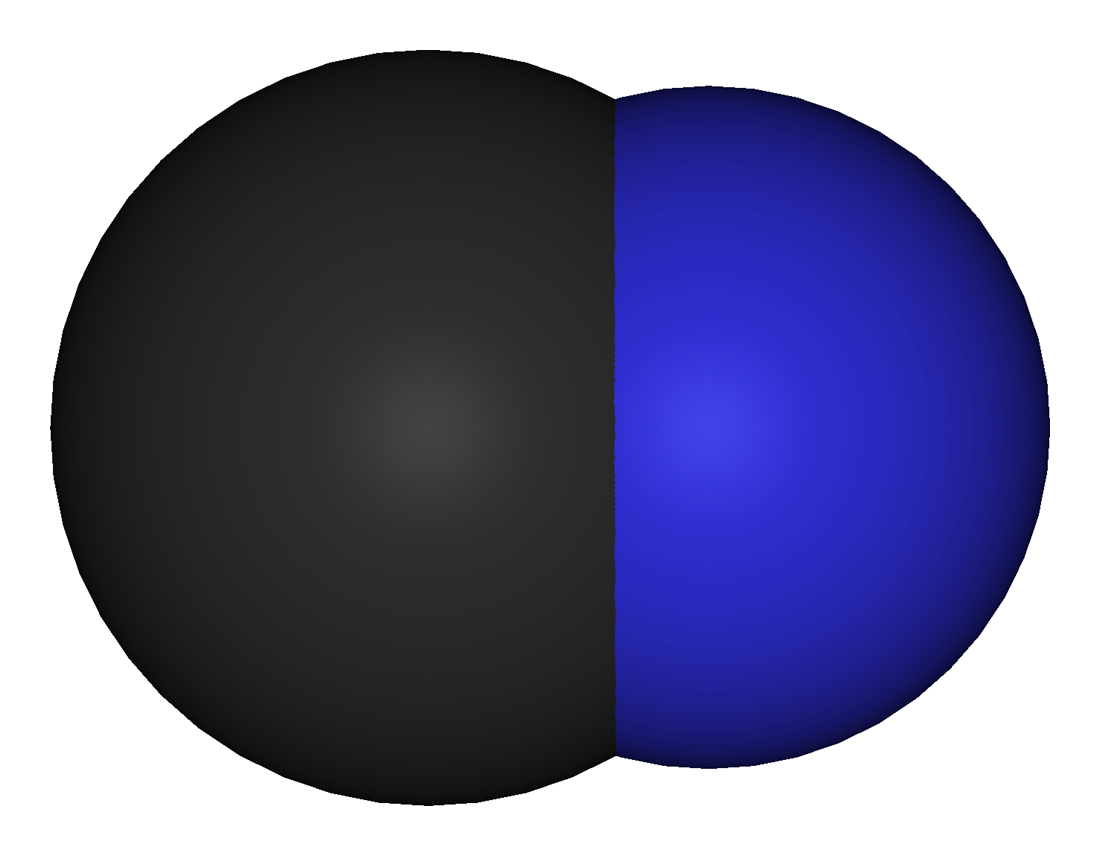

الهالوجين الزائف (ملاحظة 1) هو مناظر متعدد الذرات للهالوجين، حيث تشبه خواصه الكيميائية الخواص الكيميائية للهالوجينات، الأمر الذي يسمح أن تكون عوضاً عتها في عدد من المركبات الكيميائية.
من الأمثلة الشائعة على الهالوجينات الزائفة مركب سيانوجين. يطلق على أملاح الهالوجينات الزائفة اسم الهاليدات الزائفة، ومن أمثلتها الشائعة أملاح السيانيد والسيانات والثيوسيانات والأزيد.